# Steenvrucht

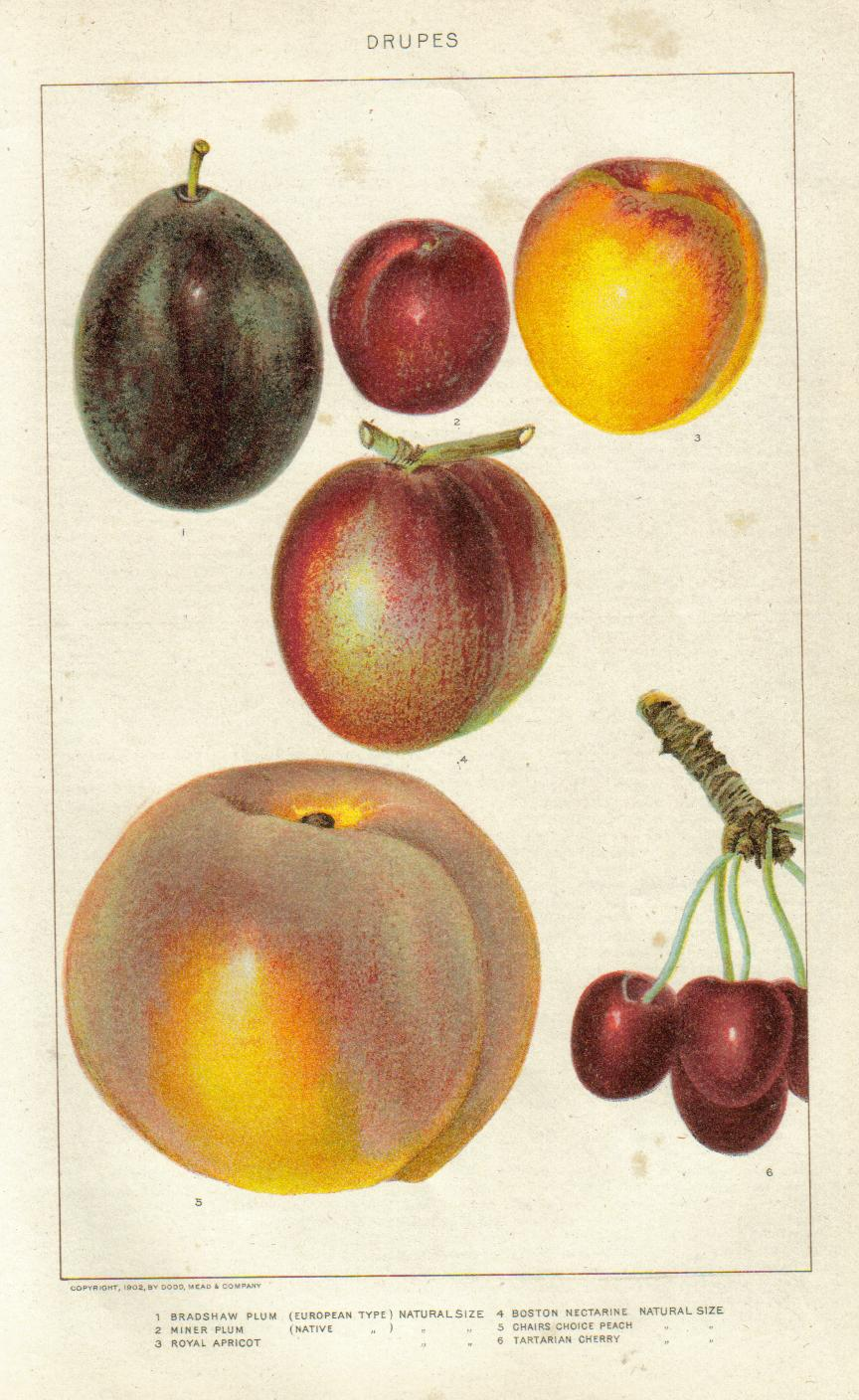
Verzameling steenvruchten

Pericarp van de perzik

Steenvrucht, ook wel steenfruit, is een verzamelnaam voor diverse vruchten met een harde pit in het midden. In de pit (de "steen") zit het eigenlijke zaad.

## Steenvruchten en -fruit
Voorbeelden van planten met steenvruchten zijn bomen en heesters van het geslacht Prunus, zoals kers, perzik, nectarine, abrikoos, amandel en pruim. Buiten dit geslacht vinden we steenvruchten bij bijvoorbeeld koffieplantsoorten, olijf, kokosnoot, mango, walnoot, kornoelje en bramen.

## Opbouw
Het endocarp bestaat uit een stenige wand (soms steencellen), en om het endocarp zit het meestal vlezige mesocarp dat weer omgeven wordt door de vruchtschil, het exocarp. Bij de kokosnoot is het mesocarp niet vlezig maar vezelig.
De verzamelsteenvrucht, zoals bij de braam, framboos of Japanse wijnbes is ontstaan uit vele vrije vruchtbladen van één bloem, die afzonderlijke steenvruchtjes vormen. Deze vruchtjes zitten dus op dezelfde bloembodem en worden omgeven door één kelk.

## Toxicologieen allergie
Allergische reacties op steenfruit zijn mogelijk. In de meeste gevallen gaat het om een kruisallergie met pollen.
De pit van sommige steenvruchten bevat waterstofcyanide, zoals bij (bittere) amandel. Inname van meerdere van deze pitten kan dodelijk zijn.

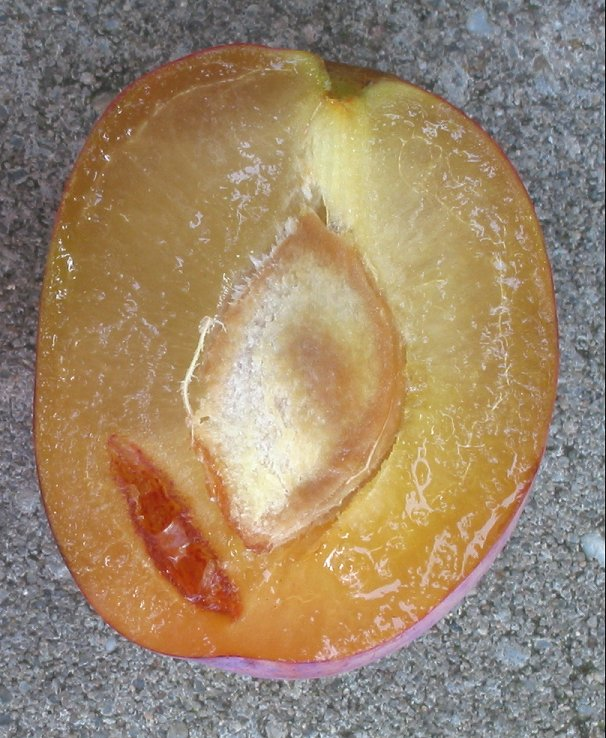
Steenvrucht: pruim reine-victoria met gomgang in lengte doorgesneden
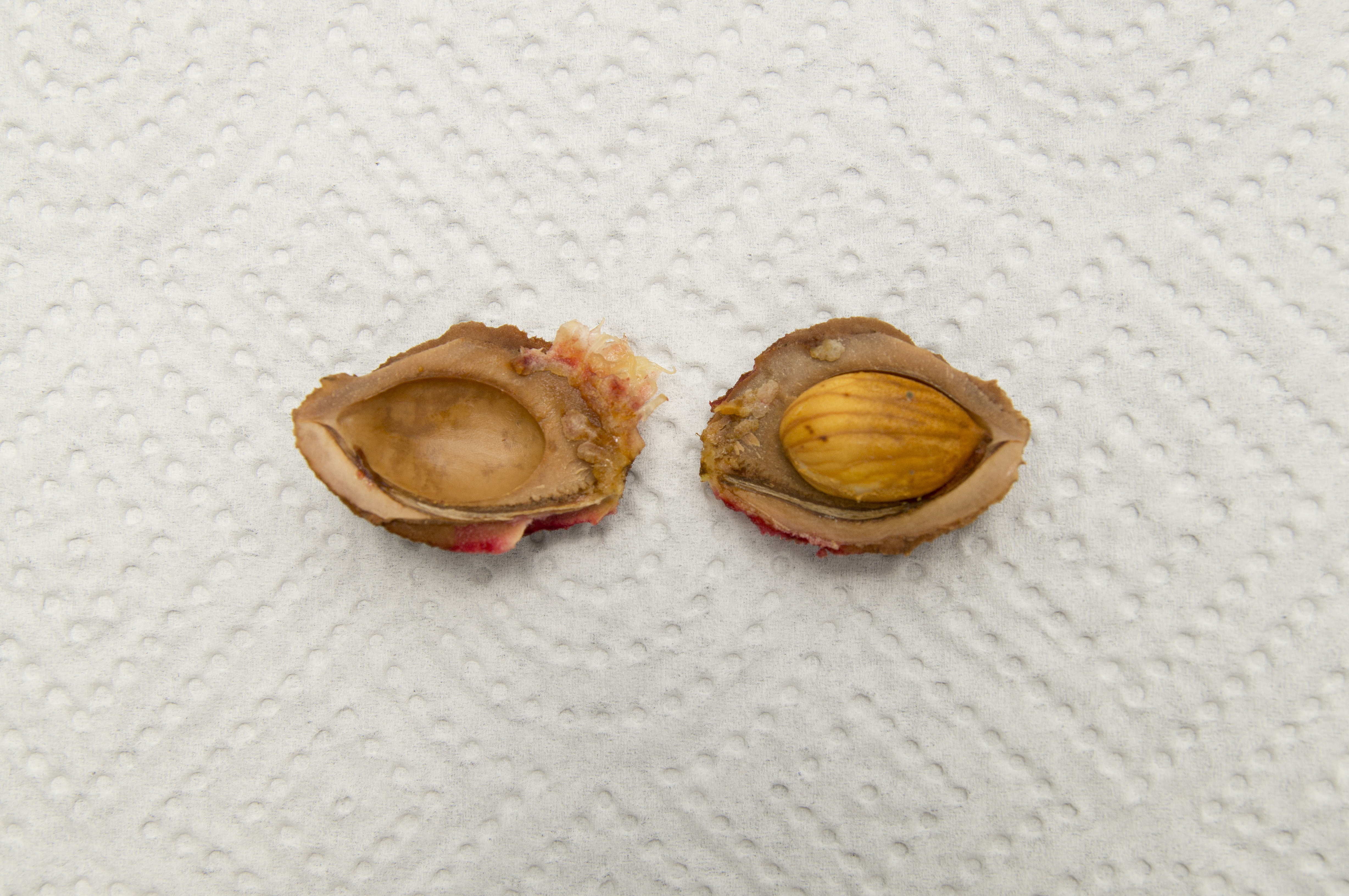
Steenvrucht met pit van perzik
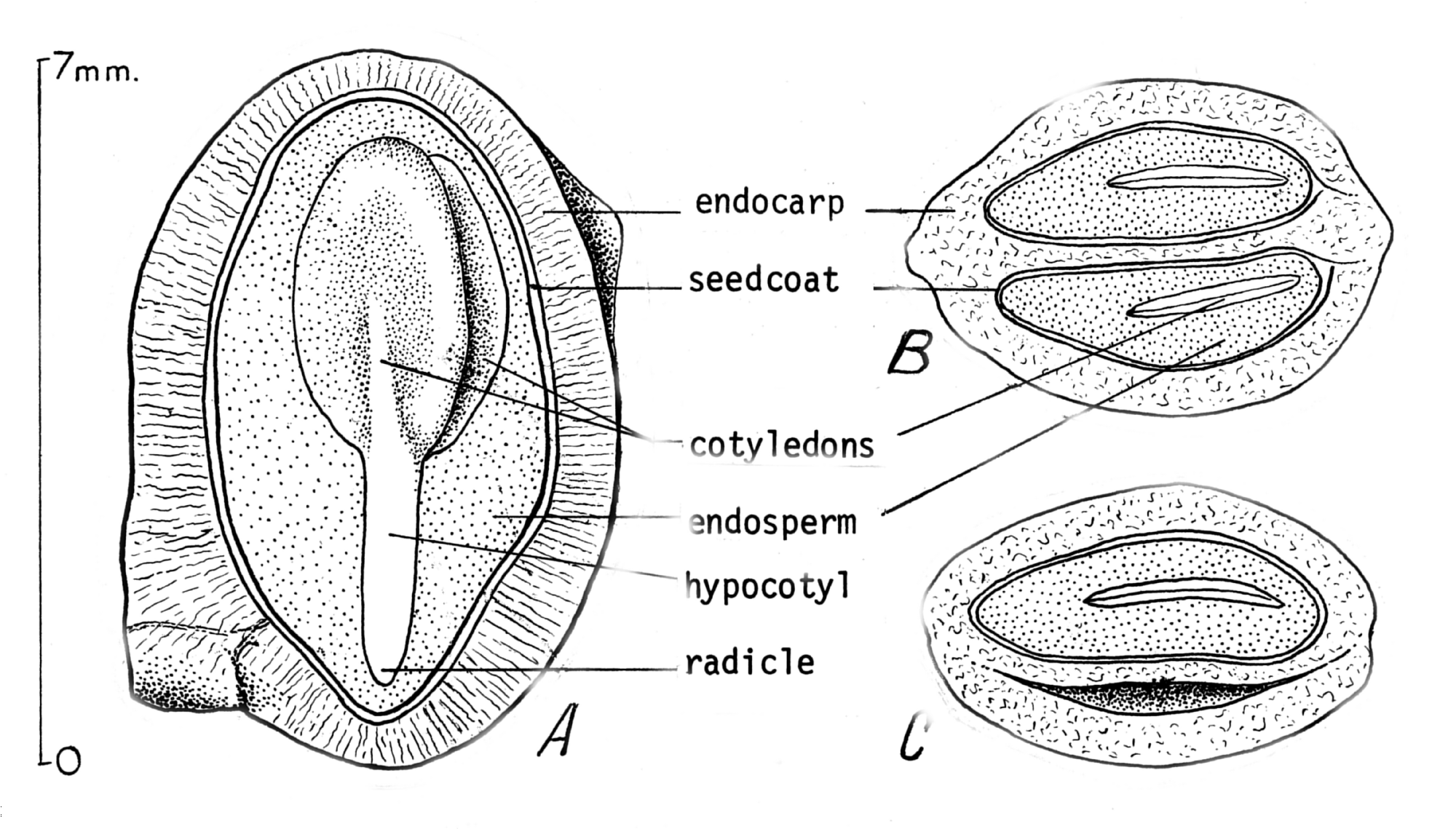
Steenvrucht van Canadese kornoelje
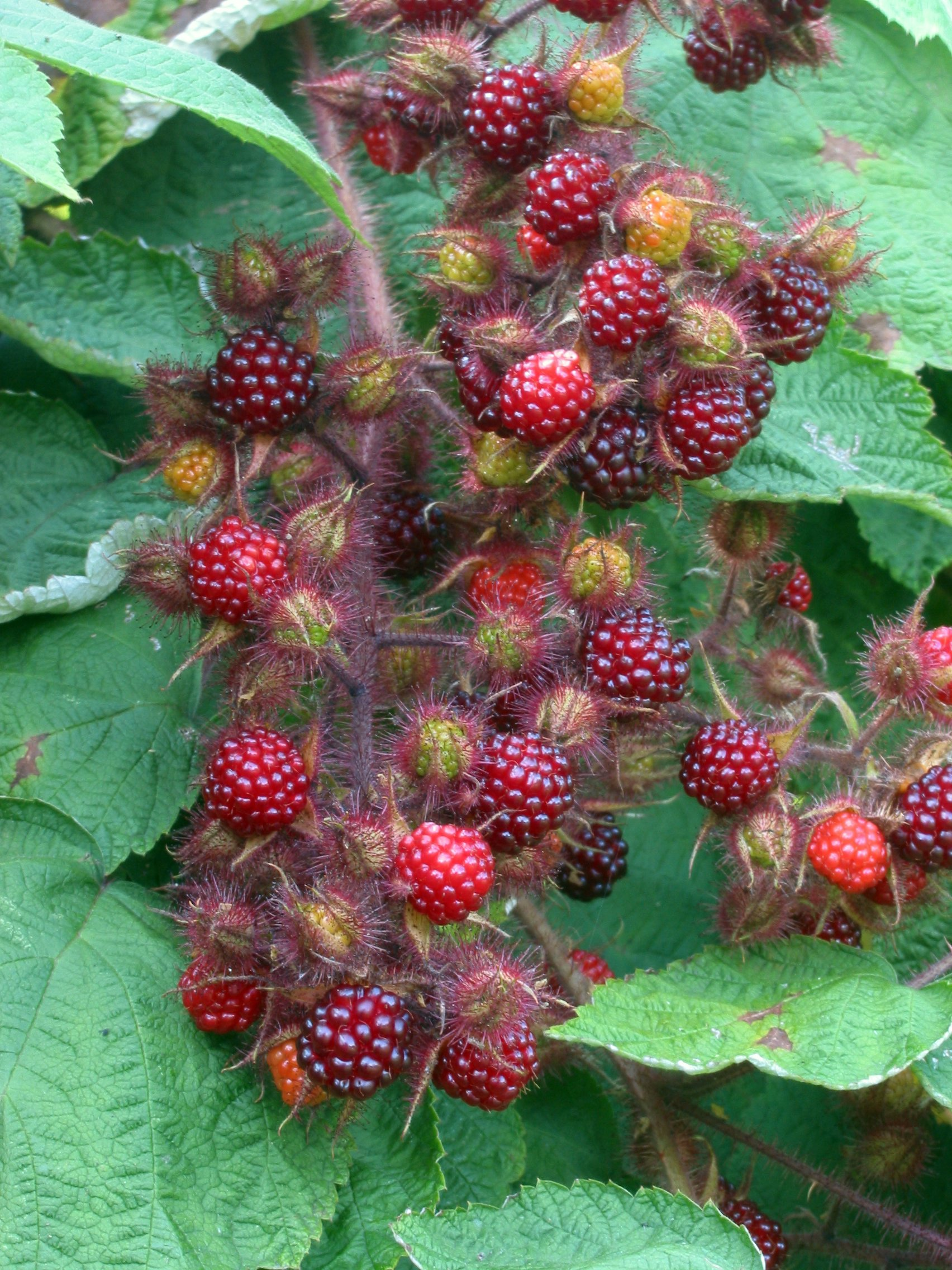
Japanse wijnbes